# Ferrovia Ferrara-Rimini
La ferrovia Ferrara-Rimini è una linea ferroviaria italiana di proprietà statale che unisce Ferrara, la cui stazione si trova sulla linea Padova-Bologna, con Rimini, sulla linea Bologna-Ancona, passando per Ravenna: la linea corre interamente nella regione dell'Emilia-Romagna.
La linea è gestita da Rete Ferroviaria Italiana che la qualifica come linea complementare. Essa è a binario unico ed è elettrificata a 3000 V in corrente continua. Il traffico passeggeri di tipo regionale è svolto da Trenitalia Tper, mentre per quanto riguarda il traffico di lunga percorrenza circolano i regionali veloci estivi di Trenitalia Tper e una coppia di Frecciargento di Trenitalia da Ravenna a Roma Termini e viceversa.
La frequentazione della linea è di tipo pendolare e presente costantemente tutto l'anno. La linea è particolarmente frequentata nel periodo estivo, in quanto serve numerose località balneari della Riviera romagnola, oltre al parco divertimenti di Mirabilandia, nei pressi di Ravenna. I principali nodi di interscambio sono nelle stazioni di Ferrara, Portomaggiore, Lavezzola, Ravenna e Rimini.
Fra gli interventi programmati a partire da luglio 2023, è previsto il rinnovo dell’elettrificazione, della palificazione e di 15 chilometri di binari tra Alfonsine e Ravenna.

## Storia
Finanziata dal governo italiano come ferrovia di terza categoria in base alla Legge n. 1879 n. 5002, la linea fu costruita durante gli anni Ottanta del XIX secolo e aperta secondo questo schema:
| Tratta                                   | Lunghezza  | Inaugurazione     |
| ---------------------------------------- | ---------- | ----------------- |
| Ferrara-Argenta                          | 33,12 km   | 31 dicembre 1883  |
| Ravenna-Cervia                           | 21,19 km   | 1º settembre 1884 |
| Cervia-Cesenatico                        | 7,42 km    | 4 luglio 1886     |
| Argenta-Ravenna                          | 39,50 km   | 10 gennaio 1889   |
| Cesenatico-Rimini                        | 21,23 km   | 10 gennaio 1889   |
| Bivio Rivana - innesto vecchio tracciato | 1 km circa | 13 febbraio 2011  |

L'esercizio in trazione elettrica, alimentata in corrente continua da 3000 volt, fu aperto il 28 maggio 1978 per la tratta da Ravenna a Rimini, e il 27 maggio dell'anno successivo per la tratta da Ferrara a Ravenna.
Nell'ambito dei lavori di realizzazione della cosiddetta metropolitana di superficie ferrarese, nel febbraio 2011 sono stati aperti i cantieri per l'interramento del tratto iniziale di un paio di chilometri della linea ferroviaria che va dalla stazione di Ferrara fino alla zona della periferia cittadina denominata Rivana, che alla loro conclusione dovrebbe diventare comune alla Ferrovia Ferrara-Codigoro. Contestualmente è stato aperto su quest'ultima linea il "Bivio Rivana" e il traffico della linea RFI è stato deviato sulla linea FER tra questa località ferroviaria e lo scalo di Ferrara, in attesa della conclusione dei lavori.
Nel febbraio 2013 i lavori di riqualificazione sono stati parzialmente sospesi in attesa delle autorizzazioni alle varianti resesi necessarie per adeguare le opere di interramento alle norme antisismiche e sulla sicurezza delle gallerie ferroviarie emanate successivamente alla redazione del progetto esecutivo, in seguito al terremoto dell'Emilia del 2012.
Nell'ambito dei lavori di potenziamento del nodo ferroviario ferrarese, si sta procedendo anche alla costruzione di un sottopasso ferroviario che collegherà direttamente la ferrovia con la linea FER Ferrara-Suzzara. In questo modo i convogli merci in transito sulle due linee potranno superare il nodo ferroviario di Ferrara senza dover invertire la marcia in stazione.

## Caratteristiche
| Unknown route-map component "exCONTg" |

| Unknown route-map component "CONTgq" | Unknown route-map component "xABZg+r" |  |

| Station on track |

| Unknown route-map component "KDSTaq" | Unknown route-map component "ABZgr" |  |

|  | Straight track | Unknown route-map component "exKINTa" |

|  |  | Unknown route-map component "eABZgl" | Unknown route-map component "exABZql" | Unknown route-map component "exKINTeq" |

|  |  | Unknown route-map component "mKRZo" | Urban transverse track | Unknown route-map component "uddHSTRg" |

| Unknown route-map component "CONTgq" | Unknown route-map component "exLSTR+r" + Transverse track | Unknown route-map component "ABZgr" |  |  |

| Unknown route-map component "CONTgq" | Unknown route-map component "exLSTR" + Unknown route-map component "lMKRZu" + Transverse track | Unknown route-map component "xKRWgl" + One way rightward | Unknown route-map component "KRW+r" |  |

| Unknown route-map component "exLKRWl" | Unknown route-map component "exLKRW+r" + Unknown route-map component "exSTR" | Straight track |

|  | Unknown route-map component "exSTR" | Unknown route-map component "eHST" |

|  | Unknown route-map component "exSTR" | Unknown route-map component "eBHF" |

|  | Unknown route-map component "exSTR" + Unknown route-map component "KSTRa~L" + Unknown route-map component "lDST~L" | Straight track + Unknown route-map component "KSTRa~R" + Unknown route-map component "lDST~R" |

|  | Unknown route-map component "exSTR" + Unknown route-map component "BS2c1" | Unknown route-map component "SHI2g+r" |

|  | Unknown route-map component "exLKRWl" + Unknown route-map component "exSTR" + Unknown route-map component "KRW+l" | Unknown route-map component "exLKRW+r" + Unknown route-map component "KRWgr" |

|  |  | Straight track | One way leftward | Unknown route-map component "CONTfq" |

| Small bridge over water |

| Station on track |

| Station on track |

|  | Unknown route-map component "eABZg+l" | Unknown route-map component "exCONTfq" |

| Station on track |

| Unknown route-map component "CONTgq" | Unknown route-map component "ABZgr" |  |

| Station on track |

| Unknown route-map component "HSTeBHF" |

| Unknown route-map component "hKRZWae" |

| Station on track |

| Unknown route-map component "CONTgq" | Unknown route-map component "ABZgr" |  |

| Unknown route-map component "hKRZWae" |

| Unknown route-map component "HSTeBHF" |

| Station on track |

| Stop on track |

| Unknown route-map component "hKRZWae" |

| Station on track |

| Small bridge over water |

| Unknown route-map component "CONTgq" | Unknown route-map component "ABZg+r" |  |

|  | Junction both to and from left | Unknown route-map component "KINTeq" |

| Station on track |

| Small bridge over water |

|  | Unknown route-map component "ABZgl" | Unknown route-map component "KINTeq" |

| Unknown route-map component "hKRZWae" |

| Unknown route-map component "HSTeBHF" |

| Small bridge over water |

| Small bridge over water |

| Unknown route-map component "hKRZWae" |

| Small bridge over water |

| Station on track |

| Unknown route-map component "hKRZWae" |

| Small bridge over water |

| Station on track |

| Station on track |

| Small bridge over water |

| Stop on track |

| Unknown route-map component "hKRZWae" |

| Small bridge over water |

| Unknown route-map component "HSTeBHF" |

| Unknown route-map component "hKRZWae" |

| Station on track |

| Stop on track |

| Unknown route-map component "HSTeBHF" |

| Unknown route-map component "hKRZWae" |

| Unknown route-map component "CONTgq" | Unknown route-map component "ABZg+r" |  |

| Unknown route-map component "hKRZWae" |

| Unknown route-map component "uexCONTgq" | Unknown route-map component "emKRZo" | Unknown route-map component "uexCONTfq" |

| Unknown route-map component "BLc2" + Unknown route-map component "uWSLa" | Unknown route-map component "KBL3" + Unknown route-map component "exvKSTRa-" + Unknown route-map component "SHI1l" + Unknown route-map component "lvBHF" |  |

| Unknown route-map component "exKBHFa" | Unknown route-map component "KBL1" + Urban station on track | Unknown route-map component "BLc4" + Unknown route-map component "evSTR" |  |  |

| Unknown route-map component "exdCONTgq" | Unknown route-map component "exSTRr" | Planned waterway | Unknown route-map component "evSTR" |  |  | Unknown route-map component "d" |

| Unknown route-map component "STR+l" | Urban straight track + Unknown route-map component "BUEq" | Unknown route-map component "evSTR" + Unknown route-map component "v-STRr" |  |  |

| Non-passenger end station | Unknown route-map component "uSTR2" | Unknown route-map component "evSTR" + Unknown route-map component "uSTRc3" |  |  |

| Unknown route-map component "exSTRc2" + Unknown route-map component "uSTRc1" | Unknown route-map component "exvSTR3-" + Unknown route-map component "uvSTR+4-" + Unknown route-map component "v-STR" |  |

| Unknown route-map component "exHST+1" | Unknown route-map component "exSTRc4" + Unknown route-map component "umvHST-STR" |  |

| Unknown route-map component "exCONTgq" | Unknown route-map component "exSTRr" | Unknown route-map component "umvSTR" |  |  |

| Unknown route-map component "uvCONTf-" + Unknown route-map component "v-STR" |

| Unknown route-map component "v-CONTf" |

## Traffico
La linea è percorsa da treni regionali, regionali veloci e una coppia di Frecciargento.
Sono poche le corse regionali che si svolgono tra i due capolinea: spesso, per recarsi da Ferrara a Rimini (o viceversa), è necessario cambiare a Ravenna. I treni regionali da Ferrara a Ravenna, effettuati da Trenitalia Tper, fino al 31 dicembre 2019 erano effettuati quasi tutti dalla TPER, che impiegava in passato automotrici ALn 668, ALn 663 e rimorchiate Ln 880. Dal 2014 i vecchi mezzi FIAT sono stati sostituiti da locomotive E.464 con carrozze Vivalto, automotrici polacche ATR 220 o elettrotreni Stadler ETR 350.
I treni da Ravenna a Rimini, effettuati da Trenitalia Tper, invece, fino al 31 dicembre 2019 erano effettuati prevalentemente da Trenitalia, sulla relazione Bologna Centrale - Ravenna - Rimini, con l'impiego di locomotive E.464, MDVE o MDVC, elettromotrici ALe 582 e ALe 642. Alcune corse sono prolungate fino a Pesaro. Dal 2019 sono stati gradualmente introdotti gli elettrotreni Pop e Rock che, insieme alle carrozze Vivalto, hanno totalmente sostituito le carrozze Medie Distanze e le ALe 642.
La linea Ferrara-Rimini è percorsa dalla Freccia Orobica, da Bergamo a Pesaro, effettuata da Trenitalia Tper e precedentemente effettuata da TPER, che utilizza una locomotiva E.464 e carrozze Vivalto, e da una coppia di regionali Trenitalia Tper (ex TPER) Suzzara-Rimini, che impiegano anche la linea Suzzara-Ferrara. Nei giorni feriali il servizio è effettuato con ALn 668, ALn 663 e rimorchiate Ln 880, dato che la tratta da Suzzara a Poggio Rusco non è elettrificata. Nei giorni festivi, invece, il servizio parte da Ferrara, pertanto, non essendo necessario percorrere linee non elettrificate, si utilizza un elettrotreno Stadler ETR 350.
La tratta da Ravenna a Rimini è percorsa anche da una coppia giornaliera e una festiva Firenze Santa Maria Novella-Rimini (effettuata con un minuetto diesel, poiché la linea Firenze-Faenza non è elettrificata) limitate entrambe al periodo estivo e da una coppia di Frecciargento Ravenna - Roma Termini (effettuata con un elettrotreno ETR.485).